# لاري جونسون
لاري جونسون بالإنجليزيه (Larry Johnson) ولد (14 مارس 1969) في مقاطعة تايلر بولاية تكساس هو لاعب كرة سلة أمريكي مسلم لعب لفريقي نيوأورليانز/أوكلاهوما سيتي هورنتس من 1991 - 1996 ونيويورك نيكس من 1996 - 2001 كما كان ضمن الفريق الأمريكي الفائز بكأس العالم لكرة السلة في كندا عام 1994

## مسيرته الرياضية
لم تكن مسيرته الرياضية في بداية الأمر لامعه حيث بدأ مع دوري الرابطة الوطنية لكرة السلة مع فريق شارلوت هورنتس سابقا نيوأورليانز/أوكلاهوما سيتي هورنتس حاليا من 1991 - 1996 ثم إنتقل إلى فريق نيويورك نيكس مطلع موسم 1996 - 2001 حيث ساهم بعد انتقاله بثلاث سنوات مع نيويورك نيكس في الوصول إلى نهائي الرابطة الوطنية لكرة السلة عام 1999 حيث أحرز أربع نقاط من رمية واحده في مبارتهم السادسة ضد إنديانا بايسرز في نهائي المنطقة الشرقية في آخر أربع ثواني من زمن المباره حيث سدد رميه ثلاثيه أحرزها واستفاد من رميه إضافيه ليساعد نيويورك نيكس من الفوز في ذلك الموسم (4 - 2)اعتزل اللعبة نهائيا نهاية موسم 2001

## روابط خارجية
- لاري جونسون على موقع IMDb (الإنجليزية)
- لاري جونسون على موقع قاعدة بيانات الفيلم (الإنجليزية)
- لاري جونسون على موقع الاتحاد الدولي لكرة السلة (الإنجليزية)
- لاري جونسون على موقع إن بي أي (الإنجليزية)
- لاري جونسون على موقع سبورتس رفرنس (الإنجليزية)
- لاري جونسون على موقع كرة السلة الأوروبية.كوم (الإنجليزية)
- لاري جونسون على موقع إي إس بي إن.كوم (الإنجليزية)
- لاري جونسون على موقع كلية كرة السلة في سبورتس رفرنس.كوم (الإنجليزية)
- لاري جونسون على موقع ريلجم (الإنجليزية)
- لاري جونسون على موقع بروبوليرز (الإنجليزية)